# CNP Assurances
CNP Assurances S.A. er et fransk forsikringsselskab. CNP står for Caisse Nationale de Prévoyance. Virksomheden blev etableret i 1959 som et datterselskab til Caisse des dépôts et consignations, som fortsat er den den største aktionær (41 %). På verdensplan er der 27 mio. personer forsikret.